# Английская Премьер-лига для резервистов
Английская Премьер-лига для резервистов (англ. Premier Reserve League) была футбольной лигой для резервистов английских футбольных клубов, выступавших в Премьер-лиге с 1999 по 2012 годы. Резервная лига была разделена на два дивизиона: северный и южный. 
Резервная лига в своём текущем формате была образована в 1999 году, придя на замену Центральной лиге на севере и Футбольной комбинации на юге в качестве высшей лиги для команд-резервистов, причём Центральная лига и Комбинация до сих пор функционируют в качестве турнира для резервистов клубов не из высшего дивизиона.
Команды в Премьер-лиге для резервистов входят в неё и выбывают из неё исходя из результатов выступления основных составов своих футбольных клубов. Если основной состав клуба выбывает из Премьер-лиги, то и резервная команда этого клуба также выбывает из Премьер-лиги для резервистов, а его место занимает резервная команда клуба, вышедшего в Премьер-лигу из Чемпионата Футбольной лиги.
В 2012 году была упразднена. Ей на смену пришёл новый турнир, Лига профессионального развития.

## Победители
| Сезон   | Чемпион (Север)                | Чемпион (Юг)                  | Победитель плей-офф            |
| ------- | ------------------------------ | ----------------------------- | ------------------------------ |
| 1999/00 | Резервисты «Ливерпуля»         | Резервисты «Дерби Каунти»     | —                              |
| 2000/01 | Резервисты «Эвертона»          | Резервисты «Дерби Каунти»     | —                              |
| 2001/02 | Резервисты «Манчестер Юнайтед» | Резервисты «Ипсвич Таун»      | —                              |
| 2002/03 | Резервисты «Сандерленда»       | Резервисты «Уотфорда»         | —                              |
| 2003/04 | Резервисты «Астон Виллы»       | Резервисты «Чарльтон Атлетик» | —                              |
| 2004/05 | Резервисты «Манчестер Юнайтед» | Резервисты «Чарльтон Атлетик» | Резервисты «Манчестер Юнайтед» |
| 2005/06 | Резервисты «Манчестер Юнайтед» | Резервисты «Тоттенхэма»       | Резервисты «Манчестер Юнайтед» |
| 2006/07 | Резервисты «Болтон Уондерерс»  | Резервисты «Рединга»          | Резервисты «Рединга»           |
| 2007/08 | Резервисты «Ливерпуля»         | Резервисты «Астон Виллы»      | Резервисты «Ливерпуля»         |
| 2008/09 | Резервисты «Сандерленда»       | Резервисты «Астон Виллы»      | Резервисты «Астон Виллы»       |
| 2009/10 | Резервисты «Манчестер Юнайтед» | Резервисты «Астон Виллы»      | Резервисты «Манчестер Юнайтед» |
| 2010/11 | Резервисты «Блэкберн Роверс»   | Резервисты «Челси»            | Резервисты «Челси»             |
| 2011/12 | Резервисты «Манчестер Юнайтед» | Резервисты «Астон Виллы»      | Резервисты «Манчестер Юнайтед» |

Начиная с сезона 2004/05 и по настоящее время в концовке сезона проводится матч плей-офф между победителем северного и южного дивизионов с целью определения чемпиона среди резервных команд на всей территории Англии. В сезоне 2011/12 чемпионы северной резервной Премьер-лиги «Манчестер Юнайтед» обыграли в плей-офф чемпионов южной резервной Премьер-лиги, «Астон Виллу», став чемпионом Англии среди резервистов в рекордный четвёртый раз.

### Клубы по числу побед
| Клуб                           | Региональные титулы | Национальные титулы |
| ------------------------------ | ------------------- | ------------------- |
| Резервисты «Манчестер Юнайтед» | 5                   | 4                   |
| Резервисты «Астон Виллы»       | 5                   | 1                   |
| Резервисты «Ливерпуля»         | 2                   | 1                   |
| Резервисты «Челси»             | 1                   | 1                   |
| Резервисты «Рединга»           | 1                   | 1                   |
| Резервисты «Сандерленда»       | 2                   | 0                   |
| Резервисты «Дерби Каунти»      | 2                   | 0                   |
| Резервисты «Чарльтон Атлетик»  | 2                   | 0                   |
| Резервисты «Блэкберн Роверс»   | 1                   | 0                   |
| Резервисты «Тоттенхэма»        | 1                   | 0                   |
| Резервисты «Болтон Уондерерс»  | 1                   | 0                   |
| Резервисты «Эвертона»          | 1                   | 0                   |
| Резервисты «Ипсвич Таун»       | 1                   | 0                   |
| Резервисты «Уотфорда»          | 1                   | 0                   |